# 네그로스섬 지방
네그로스섬 지방(Negros Island Region, NIR)은 필리핀 비사야 제도의 네그로스섬에 2015년 5월 29일부터 2017년 8월 9일까지 존재했던 지방이다. 중심 도시는 바콜로드와 두마게테(임시 행정 중심지)이며 인구는 4,194,525명(2010년 기준), 면적은 13,665.89km2이다. 2015년 5월 29일 베니그노 아키노 3세 대통령이 공포한 필리핀 대통령령 제183호에 의해 신설되었으며 2개 주와 1개 도시를 관할했으며, 로드리고 두테르테 취임 후 정치적인 목적으로 지방을 이전과 같이 분리하여 중앙비사야스 지방과 서비사야스 지방으로 회귀시켰다. 

## 행정 구역
| 주/도시      | 주도     | 인구 (2010년 기준) | 면적 (km2) | 인구 밀도 (명/km2) |
| ------------ | -------- | ------------------ | ---------- | ------------------ |
| 서네그로스주 | 바콜로드 | 2,396,039          | 7,965.21   | 300                |
| 동네그로스주 | 두마게테 | 1,286,666          | 5,385.53   | 240                |
|              |          |                    |            |                    |
| 바콜로드     | —        | 511,820            | 162.67     | 3,100              |